# Kálmán Tihanyi
Kálmán Tihanyi (ur. 28 kwietnia 1897 w Üzbégu zm. 26 lutego 1947 w Budapeszcie) – węgierski fizyk i elektronik, pionier telewizji.

## Życiorys
Urodził się w powiecie Nitra w Üzbégu (obecnie Zbehy na Słowacji). Studiował elektrotechnikę i fizykę w Pozsonyu (ob. Bratysława) i Budapeszcie. Jego patenty i wynalazki zostały zakupione i wykorzystane przez firmy jak Loewe czy RCA. W 1913 roku złożył pierwszy wniosek patentowy, a w 1914 roku po raz pierwszy sprzedał wiedeńskiej firmie patent dotyczący oświetlenia ulicznego. Podczas I wojny światowej zgłosił się na ochotnika do wojska. Najpierw służył jako oficer artylerii na froncie wschodnim, a potem jako inżynier radiowy. 
W 1926 roku opatentował swój elektroniczny system telewizyjny, a w 1928 roku jego ulepszoną wersję. W porównaniu do wcześniejszych mechanicznych lub mechaniczno–elektronicznych systemów (firm Siemens czy Telefunken), był on bardziej nowoczesny. Na swój wynalazek uzyskał patenty w Niemczech, Francji, Anglii i Stanach Zjednoczonych. Od 1929 pracował w Londynie nad możliwościami zastosowania telewizji w technice militarnej, budując prototyp samolotu zdalnie sterowanego dla angielskiego ministerstwa lotnictwa, prototyp ten zaadaptowano później na potrzeby włoskiej marynarki.
W latach 1935–1940 pracował nad ultradźwiękowym nadajnikiem o zasięgu 8 km, jego prototyp zbudował po powrocie na Węgry w latach 1940–1944. 

## Pamięć świata
W 2000 roku Węgry zgłosiły przechowywany w Węgierskim Archiwum Narodowym wniosek patentowy z 20 marca 1926 roku noszący nazwę Radioskop do wpisu na listę „Pamięć Świata” (Memory of the World), która obejmuje najcenniejsze zabytki światowego piśmiennictwa. Wpisu dokonano w 2001 roku.    